# Panorpa insigna
Panorpa insigna är en näbbsländeart som beskrevs av Bicha 2006. Panorpa insigna ingår i släktet Panorpa och familjen skorpionsländor. Inga underarter finns listade i Catalogue of Life.